# Escharoides costifer
Escharoides costifer is een mosdiertjessoort uit de familie van de Exochellidae. De wetenschappelijke naam van de soort is voor het eerst geldig gepubliceerd in 1914 door Osburn.